# 버티 어헌
바솔로뮤 패트릭 어헌(영어: Patrick Bartholomew Ahern 아일랜드어: Pádraig Parthalán Ó hEachthairn, 1951년 9월 12일 ~ )은 아일랜드 출신의 전직 피어너 팔 정치인으로 1997년부터 2008년까지 총리를 역임했으며, 1994년부터 2008년까지 피어너 팔의 지도자로 활동했다. 1977년부터 2011년까지 타흐터 달러(TD)를 역임한 그는 1994년부터 1997년까지 야당 지도자로 활동했다. 또한 1986년부터 1987년까지 더블린 시장, 1994년 11월부터 12월까지 외교부 장관, 1991년부터 1994년까지 재무부 장관을 역임했다.
피어너 팔은 어헌의 지도 아래 세 개의 연립 정부를 이끌었다. 그는 에이먼 데 벌레라에 이어 총리에서 두 번째로 오래 재임 중이다. 2008년 5월 6일, 마혼 재판소가 개발자들로부터 받은 보수에 대한 폭로로 인해 총리에서 사임했고, 브라이언 카우언이 그 뒤를 이었다. 피어너 팔은 재판소의 비난을 받은 정치인들을 추방할 것을 제안했지만, 어헌은 제명 신청에 앞서 그의 회원 자격을 사임했다. 2016년, 피어너 팔은 어헌에게 재입당할 수 있는 선택권을 주었다고 발표했다. 그는 2023년 2월에 재입당했다.

## 총리직

### 첫 번째 임기 (1997년~2002년)

#### 초기 문제
어헌의 첫 번째 정부는 첫 6개월 동안 몇 가지 치열한 문제를 겪었다. 첫째, 어헌은 데이비드 앤드루스를 국방부 장관과 외무부 장관으로 지명하려고 했다. 이는 한 장관이 다른 장관에게 종속될 수 없기 때문에 위헌이었다.
둘째, 지난 7월 찰스 호히는 맥크라켄 재판소에 부패 혐의에 대한 증거를 제출했는데, 이는 그가 이전에 부인했던 사업가 벤 던으로부터 130만 파운드 (170만 유로)의 선물을 받았다는 사실을 확인하는 것이었다. 이로 인해 호히의 명성은 정부보다 더 큰 타격을 입었다.
셋째, 어헌의 외무장관 레이 버크에 대한 이전 의혹이 다시 불거졌다. 버크는 결국 부패한 대가로 3만 파운드의 IR을 받았다고 인정하고 공직에서 사임했다. 이 두 가지 문제로 인해 정부는 모리아티 재판소와 홍수 재판소를 설립했다. 첫 6개월 동안의 하이라이트 중 하나는 북아일랜드에서 재개된 협상의 길을 열어준 아일랜드 공화국군 임시파 휴전 협정의 갱신이었다.

#### 평화 과정
어헌의 첫 임기 중 중요한 성과는 영국과 아일랜드 정부 및 대부분의 북아일랜드 정당이 북아일랜드에서 권력 분담을 위한 "전적으로 평화롭고 민주적인" 틀을 구축한 벨파스트 협정 협상에서 그의 역할이었다. 이 협정은 1998년 4월 10일에 서명되었다. 이 협정은 특별한 것으로 여겨졌는데, 이는 정당들의 지지를 받았을 뿐만 아니라 영국과 아일랜드 정부, 아일랜드와 북아일랜드 국민들에게도 지지를 받았기 때문이다.

#### 경제
어헌의 첫 번째 임기는 켈트의 호랑이로 알려진 아일랜드의 높은 경제 성장 시기였다. 그 후 2008년~2010년에 부동산 붐이 일어나면서 경제 위기가 발생했고, 2010년에는 IMF와 EU의 구제금융이 필요한 주에서 절정에 달했다. 첫 번째 임기에는 번영이 증가하고 생활 수준이 향상된 것이 켈트의 호랑이 경제의 주요 결과였다. 보건 및 교통 부문의 인프라 제공에는 상당한 적자가 있었다. 좋은 경제 상황 덕분에 찰리 매크리비 재무부 장관은 여러 관대한 예산을 전달할 수 있었다.

### 두 번째 임기 (2002년~2007년)
얼마 지나지 않아 국제 및 아일랜드 경제의 하락으로 인해 재정 삭감이 필요하다는 발표가 나오면서 논란이 발생했다. 이는 선거 캠페인 기간 동안 피어너 팔의 약속과 모순되었으며, 찰리 매크리비 재무장관은 여러 차례 "비밀이든 아니든 삭감 계획은 없었다"고 말했다. 정부는 특히 이라크 전쟁에 대해 대중에게 거짓말을 했다는 비난을 받았다. 여론조사에서 정부의 지지율이 크게 하락했고 어헌의 지지율은 최저치로 떨어졌다.
2002년 정부 의제의 또 다른 쟁점인 두 번째 니스 조약 국민투표는 니스 조약을 통과시키려는 두 번째 시도였다.
2003년, 정부는 2003년 이라크 침공에 대한 광범위한 반대에도 불구하고 많은 병력을 태운 미군 항공기가 섀넌 공항에서 급유를 하고 있다는 사실이 알려지면서 더 많은 논란에 휩싸였다. 아일랜드는 국가 수립 이후 어떤 분쟁에서도 중립적인 입장을 취해왔다. 정부는 군대가 섀넌을 사용하지 않았다고 주장했지만, 이 사실이 입증되자 50년 동안 그러한 허가를 받을 수 있었다고 주장했다.
2002년 선거 이후 어헌과 그의 정부에 대한 여론조사 지지율 하락은 2004년 피어너 팔의 80년 만에 최악의 지방 선거 결과로 이어졌다. 내각 장관 교체에 소극적이었던 그의 명성은 2004년 내각 개편으로 끝났고, 세아무스 브레넌을 내각에서 해임하지 못했다. 이번 개편은 일부 사람들이 기대했던 것만큼 광범위하지는 않았으며, 단지 세 명의 새로운 구성원만이 정부에 입성했기 때문이다.
2004년 11월, 어헌은 피어너 팔의 지도자로서 10주년을 기념했다. 2006년 4월, 그는 에이먼 데 벌레라에 이어 두 번째로 오래 재임한 총리가 되었다.